# Plagiostachys elegans
Plagiostachys elegans là một loài thực vật có hoa trong họ Gừng. Loài này được Ridl. miêu tả khoa học đầu tiên năm 1909.